# Берёзкин, Григорий Викторович
Григорий Викторович Берёзкин (род. 9 августа 1966, Москва) — российский предприниматель, владелец группы компаний ЕСН. Основные сферы деятельности компаний — нефтяная промышленность (до 1999 года) и электроэнергетика, медиа и венчурные инвестиции. Член Попечительского Совета МГУ им. Ломоносова и Попечительского совета фонда поддержки социального предпринимательства «Навстречу переменам». Кандидат химических наук. Лауреат национальной премии «Медиа-менеджер России — 2018» в номинации «Бизнес-персона года».
В рейтинге журнала Forbes «200 богатейших бизнесменов России 2021» занял 157 позицию с состоянием 750 млн долларов США.
Из-за вторжения России на Украину находился под санкциями Евросоюза, в сентябре 2023 года ЕС снял санкции по решению суда

## Биография
Григорий Берёзкин родился 9 августа 1966 года в Москве.
В 1988 году окончил химический факультет Московского университета по специальности «нефтехимия». В 1991 году там же окончил аспирантуру, а в 1993 году защитил диссертацию.
C 1991 года по 1994 года работал в МГУ младшим научным сотрудником.
В 1992 году[уточнить] вместе с Александром Мамутом и Владимиром Груздевым учредил фирму «Славянка» на базе магазина № 2 Октябрьского ОРПО, которая стала основой будущей сети супермаркетов «Седьмой континент».
В 1993 году, после того как начал заниматься торговлей нефтью, познакомился с Романом Абрамовичем, который занимался поставками нефтепродуктов из Республики Коми.
По протекции Романа Абрамовича в 1994 году стал заместителем генерального директора «Коминефти» и одновременно её генеральным представителем в Москве. При этом руководил компанией «Мэско» — совместным предприятием «Коминефти» и РАО «Международное экономическое сотрудничество», которое одновременно было одним из ключевых акционеров «Коминефти».
В том же году на базе «Коминефти», Ухтинского НПЗ и «Коминефтепродукта» был создан холдинг «КомиТЭК».
В 1995 году баллотировался в качестве независимого кандидата в депутаты Государственной Думы ФС РФ.
В 1996—1997 годах Берёзкин возглавлял «Коми ТЭК — Москва» (КТМ, сбытовая структура «КомиТЭК»), которая по поручению «Сибнефти» экспортировала нефть «Ноябрьскнефтегаза».
В 1997 году консолидировал в своих руках рычаги управления «КомиТЭК» и стал Председателем совета директоров компании. В том же году приобрёл «Евросевернефть» (38 %) и «СБ-траст» (29 %), предоставив гарантии «Национального резервного банка» (НРБ).
В 1997—1999 годах работал председателем совета директоров ЗАО АКБ «Ухтабанк».
С 1997 года по 2005 год председатель правления ЗАО «Евросевернефть» (ЕСН).
В 1999 году организовал продажу холдинга «КомиТЭК» «Лукойлу».
Опыт работы «Евросевернефти» (компании Берёзкина) с «КомиТЭКом» показал, что внешнее управление, осуществляемое специально привлечённой для этого сторонней компанией,— единственный способ вывести предприятие из кризиса и тем самым надежно защитить права акционеров столкнувшейся с трудностями компании.
В 2000 году было принято решение о приглашении «ЕСН Энерго» в качестве управляющей организации. Решение было принято собранием акционеров ОАО «Колэнерго» 14 июня 2000 года по согласованию с РАО «ЕЭС России». К этому времени «Колэнерго» находилось в предбанкротном состоянии: просроченная кредиторская задолженность превышала 1,3 млрд руб.
В 2003 году компании «ЕСН энерго» удалось стабилизировать ситуацию и подготовить ОАО «Колэнерго» к реформированию. Внедрение эффективной системы финансового учёта и бюджетирования, упорядочение энергосбытовой деятельности позволили компании полностью погасить просроченную кредиторскую задолженность, улучшить финансовые показатели.
В 2003 году Берёзкин приобрёл 5 % акций РАО ЕЭС, а через год с выгодой перепродал их «Газпрому».
С 2004 года по 2007 год член совета директоров РАО ЕЭС.
В 2006 году продал 49 % компании «Русэнергосбыт» (Российские железные дороги) итальянскому ENEL и более чем 200 тысячам клиентов, среди которых системообразующие корпорации России, малые и средние предприятия, население.
С 2006 года по настоящее время председатель совета директоров группы компаний «ЕСН».
В 2009 году, в партнёрстве с РЖД, через компанию «Энергопромсбыт», в которой 49 % принадлежит группе «ЕСН», приобрёл 76,92 % акций энергокомпании «ТГК-14» (предприятия расположены в Забайкалье).
В рейтинге высших руководителей — 2010 газеты «Коммерсантъ» занял II место в номинации «Топливный комплекс».
C 2010 по 2020 годы Берёзкин являлся членом совета директоров ОАО «РЖД», членом комитета по стратегическому планированию. С 2010 года — председатель комиссии по электроэнергетике при РСПП.
В 2017 году купил холдинг РБК у Михаила Прохорова и газету «Деловой Петербург» у её главного редактора Максима Васюкова (продана в 2020 году), является владельцем холдинга РБК в настоящее время.

## Работа в Российском союзе промышленников и предпринимателей
С 2000 года Берёзкин член правления Российского союза промышленников и предпринимателей, с 2008 года — член бюро правления РСПП, с 2010 года — председатель комиссии по электроэнергетике при РСПП.
На заседаниях комиссии под председательством Берёзкина рассматривались предложения о внесении изменений в законодательные акты для обеспечения эффективного развития электроэнергетического комплекса РФ, исключения существенного роста цен на электроэнергию для промышленных потребителей.
Обсуждались также вопросы о возможности заключения и корректного учёта в торговой системе оптового рынка свободных двухсторонних договоров на поставку электроэнергии, участия в оптовом рынке конечных потребителей, а также независимых энергосбытовых компаний на территории неценового оптового рынка. Рассматривалась возможность нормативного закрепления права потребителей осуществлять выбор тарифа на услуги по передаче, а также исключить избыточные штрафные санкции за превышение заявленной величины мощности.

## Международные санкции
8 апреля 2022 года, на фоне вторжения РФ на Украину, включен в санкционный список всех стран Евросоюза как «ведущий российский бизнесмен, считающийся „приспешником“ президента Владимира Путина». В апреле 2022 года, в связи с попаданием в санкционный список Евросоюза, был лишён гражданства Кипра, которое он получил в обмен на инвестиции. 13 апреля 2022 года попал под персональные санкции Великобритании как бизнесмен, близкий к Кремлю и получающий выгоду от режима Владимира Путина.
18 мая 2022 года попал в санкционный список Канады «элит и близких соратников режима» состоящий из 14 лиц «за то, что они непосредственно способствовали бессмысленной войне Владимира Путина в Украине и несут ответственность за боль и страдания народа Украины». По аналогичным причинам находится под санкциями Австралии, Швейцарии и Украины.
В середине сентября 2023 года стало известно что Евросоюз не будет продлевать введённые санкции в отношении Берёзкина, из-за его хорватского второго гражданства.

## Собственность
В собственности и под контролем Берёзкина:
- 50,5 % акций «Русэнергосбыта»[1] (По данным справочника компаний Делового портала www.vedomosti.ru: группа ЕСН Григория Берёзкина (51 %), ENEL (49 %)[40])
- Уярский железнодорожный нефтеналивной терминал (ООО «НТ-сервис»)
- «Энергоаудитконтроль»
- 75 % акций «Русэнергоресурс» (поставка электроэнергии Транснефти)

Среди медийных активов:
- Холдинг РБК

### Ранее владел
- Издательский дом «Комсомольская правда»[41][42]
- Газета «Метро»[43] (в марте 2020 года продана правительству Москвы[44][45])
- Газета «Деловой Петербург» (продана в 2020 году)[27]
- Часть фонда CIS Natural Resources, владевшего долей Быстринского ГОКа. (Актив продали «Интерросу» Владимира Потанина в 2020 году)[46]

## Благотворительная деятельность
Берёзкин выступил спонсором первой в России выставки итальянского художника Тициана в ГМИИ имени Пушкина.

## Скандалы
По информации «Новой газеты», Берёзкин имеет неоднозначную репутацию в деловых кругах: так, бывший министр топлива и энергетики РФ Виктор Калюжный фактически обвинил Берёзкина в махинациях, связанных с добычей нефти, которые привели к упразднению компании «КомиТЭК»: «Кто в Коми раньше занимался нефтедобычей? Григорий Берёзкин, который за всю свою жизнь ни к одной скважине близко не подходил, а только махинировал денежными потоками. Его команде было наплевать на техническое производство — насоздавали десятки структур, растащили весь „КомиТЭК“ на клочки!».
Компания «Русэнергосбыт», принадлежащая Берёзкину, поставляла концерну «Газпром» электроэнергию по цене на 60 % выше рыночной стоимости.

## Награды
- Орден Дружбы (25 мая 2015 года) — за большой вклад в социально-экономическое развитие Российской Федерации, достигнутые трудовые успехи, активную общественную деятельность и многолетнюю добросовестную работу[49]
- Командор ордена «За заслуги перед Итальянской Республикой» (2 июня 2013 года, Италия)[50]
- Великий офицер ордена Звезды Италии (9 января 2020 года, Италия)[51]
- Победитель X Национальной премии «Директор года» (2015) в номинации «Независимый директор»[52].
- Лауреат XVIII Национальной премии «Медиа-менеджер России» (2018) в номинации «Бизнес-персона года»[6].

## Семья
Женат, имеет четверых детей.